# Seznam baz Korpusa mornariške pehote Združenih držav Amerike
Seznam baz Korpusa mornariške pehote Združenih držav Amerike je organiziran po državu, kjer se nahajajo.

## Arizona
- Marine Corps Air Station Yuma, Yuma, Arizona

## Kalifornija
- Marine Corps Air Ground Combat Center Twentynine Palms, Twentynine Palms, Kalifornija
- Marine Corps Air Station El Toro, Santa Ana, Kalifornija (zaprta)
- Marine Corps Air Station Miramar, San Diego
- Marine Corps Air Station Tustin, Tustin, Kalifornija (zaprta)
- Marine Corps Logistics Base Barstow, Barstow, Kalifornija
- Marine Corps Recruit Depot San Diego (HQ Western Recruiting Region), San Diego
- Camp Pendleton, Oceanside, Kalifornija
  - Marine Corps Air Station, Camp Pendleton
  - Marine Corps Base, Camp Pendleton

## Georgija
- Marine Corps Logistics Base, Albany, Albany, Georgija

## Havaji
- Marine Corps Base Hawaii, Kaneohe Bay

## Severna Karolina
- Marine Corps Air Station, Cherry Point, New Bern, Severna Karolina
- Marine Corps Base Camp Geiger, Jacksonville, Severna Karolina
- Camp Gilbert H. Johnson, Jacksonville, Severna Karolina
- Marine Corps Base Camp Lejeune, Jacksonville, Severna Karolina

## Južna Karolina
- Marine Corps Air Station, Beaufort, Beaufort, Južna Karolina
- Marine Corps Recruit Depot, Parris Island

## Virginija
- Marine Corps Base Quantico, Quantico, Virginija
- Headquarters Marine Corps, Arlington, Arlington, Virginija

## Japonska
- Marine Corps Air Station Iwakuni
- Marine Corps Base Camp Smedley D. Butler, Okinava
- Marine Corps Camp Courtney, Okinava
- Marine Corps Camp Foster, Okinava
- Marine Corps Camp Hansen, Okinava

## Washington, D.C.
- Marine Barracks, 8th and I
- Henderson Hall